# Medal for Saving Life at Sea
De Britse Medal for Saving Life at Sea is een onderscheiding die wordt uitgereikt voor het redden van mensenlevens op zee. De medaille stamt uit de tijd dat de overheden zich nog weinig betrokken voelden bij het redden van schipbreukelingen. Dat werd overgelaten aan particuliere instellingen. Deze medaille was het resultaat van de Britse Merchant Shipping Act waarin voor het eerst aandacht aan het reddingswezen werd gegeven.
De wet noemde de mogelijkheid om een "Board of Trade Medal for Saving Life at Sea" in te stellen. Het is dus een ministeriële onderscheiding. Toch heeft de medaille veel prestige, het is immers de oudste Britse onderscheiding voor dapperheid. De medaille werd in 1855 voor het eerst geslagen.
De dragers van de bronzen en zilveren medailles die meestal "Sea Gallentry Medal" worden genoemd dragen de letters SGM achter hun naam. De bronzen medaille werd in 1981 en 1989 voor het laatst uitgereikt. De rol van de Medal for Saving Life at Sea lijkt te zijn overgenomen door de Queen's Gallantry Medal (QGM), maar niets weerhoudt de Britse regering ervan om de medaille opnieuw uit te reiken.
De medaille wordt toegekend aan Britse onderdanen op Britse schepen. Vreemdelingen op Britse schepen en Britten op schepen onder vreemde vlag die hun moed hebben getoond door Britse onderdanen te redden komen voor een andere medaille, de "Board of Trade Gold and Silver Medals ‘for Foreign Services’" in aanmerking.

## De medaille
De ronde zilveren of bronzen medailles dragen de inscriptie 'humanity' voor daden waarbij niet veel risico werd gelopen, of "gallantry" waar dat in de ogen van de Britse regering wél het geval was.
Men draagt de medaille aan een rozerood lint met twee witte strepen op de linkerborst.
Op de voorzijde was oorspronkelijk een geïdealiseerd portret van Koningin Victoria met lauwerkrans afgebeeld met daaromheen de omschrift "Board of Trade Medal for Gallantry in Saving Life at Sea" en het monogram "VR". De eerste medailles waren opvallend groot, de diameter was bijna 7 centimeter. Dat was indertijd ook gebruikelijk bij reddengsmedailles, de foto's van de redders uit die tijd, vaak vissers of strandjutters, laten zien dat grote en opzichtige decoraties zeer op prijs werden gesteld. Boven de versierde gesp van het "scroll" type was een kleine rechthoekige gesp als verbinding met het lint aangebracht. Op deze gesp werden de naam van het schip of de aanduiding van de plaats waar de redding had plaatsgevonden aangebracht.
Op de keerzijde waren schipbreukelingen afgebeeld.
Latere zilveren medailles zijn van de gebruikelijke Britse afmetingen met een diameter van 36 millimeter en een eenvoudige gesp.
De medailles uit de regering van George V en George VI waren van de normale afmeting. Op de voorzijde stond nu het ongekroonde portret van de regerende koning. Het rondschrift bleef gelijk, maar onder de beeldenaar stond het monogram "GR". De gesp was van het fraaie scrolltype.

## Een aantal bekende dragers
- Rear-Admiral Sir Christopher Cradock

- Lieutenant Max Horton – later Admiraal Sir Max Horton
- Captain Edward Evans – later Admiraal The Lord Mountevans
- Lieutenant Fogarty Fegen – later Captain of HMS Jervis Bay and Commodore of Convoy HX 84
- Lieutenant John Jellicoe – later Admiral of the Fleet The Lord Jellicoe. Hij droeg de zilveren medaille met het vrouwenhoofd aan een eenvoudige gesp.